# Alban W. Phillips

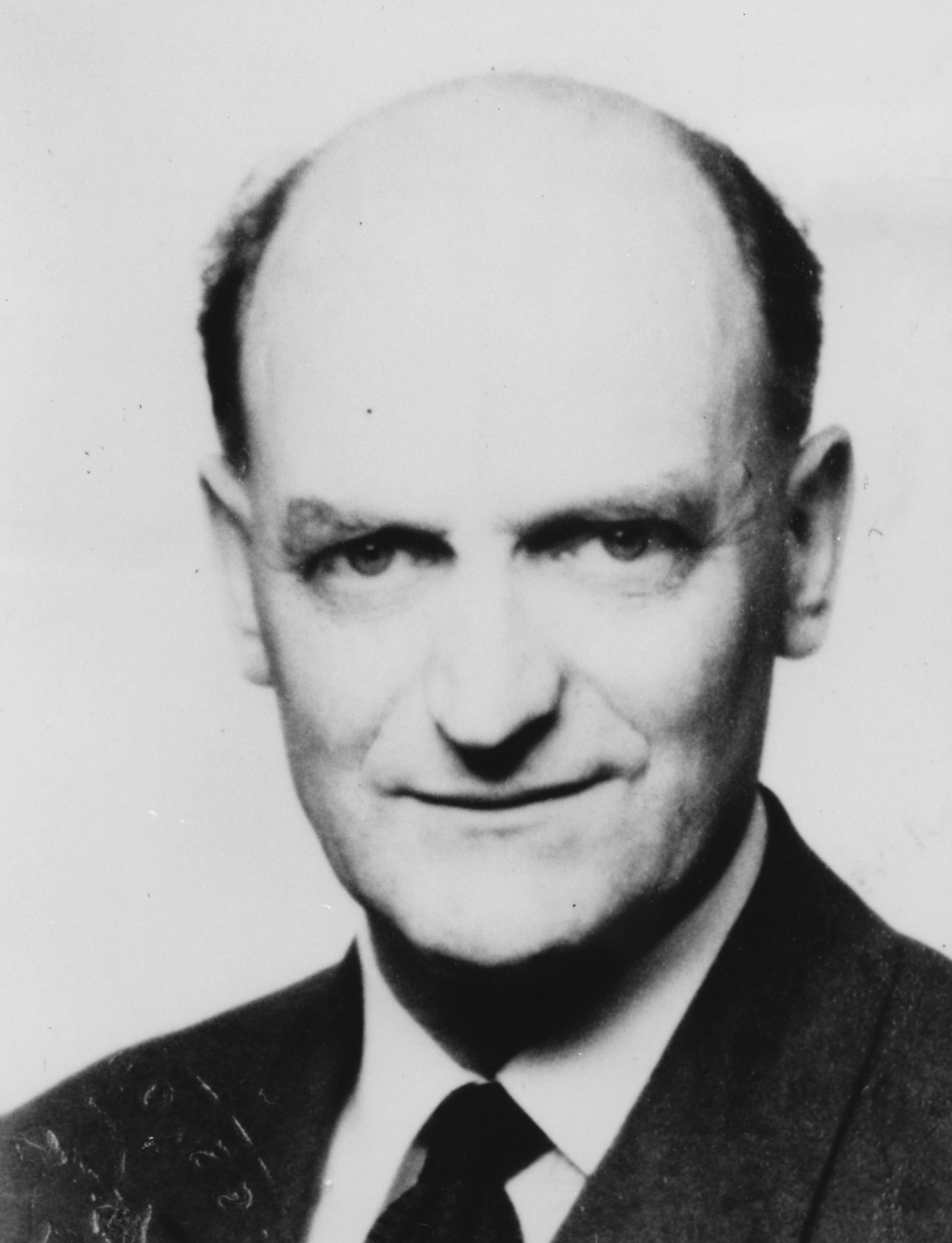
„Bill“ Phillips als Professor an der LSE

Alban William Housego „Bill“ Phillips (* 18. November 1914 in Neuseeland; † 4. März 1975 in Auckland) war ein neuseeländisch-britischer Ökonom und Erfinder, der durch die Phillips-Kurve und den Analogcomputer MONIAC bekannt wurde.

## Werk
Erstmalige Bekanntheit als Wissenschaftler erlangte Phillips 1949 mit der Konstruktion des Computers MONIAC („Phillips Maschine“), der mittels Wasserflüssen komplexe makroökonomische Berechnungen anstellen konnte.
Er veröffentlichte 1958 eine empirische Untersuchung im Journal Economica, die einen inversen Zusammenhang zwischen der Arbeitslosenquote und der Wachstumsrate der Nominallöhne im Vereinigten Königreich nachweist. Dieser Zusammenhang lässt sich in der nach ihm benannten Phillips-Kurve grafisch darstellen. 50 Jahre nach Erscheinen des Artikels begann Economica Phillips zu Ehren die Phillips-Vorlesung, die alle zwei Jahre stattfindet.

## Leben
Alban W. Phillips wurde 1914 in Te Rehunga, Neuseeland als Sohn des Landwirts Harold Housego Phillips und der Lehrerin Edith Webber geboren. Er zog jedoch bereits in seiner Kindheit nach Australien. Dort arbeitete er als 16-Jähriger in einem australischen Bergwerk sowie später im Kino und als Krokodilsjäger.
1937 emigrierte er nach Großbritannien. Da er sich im Zuge des Zweiten Weltkrieges bei der Royal Air Force als Techniker verdingte, zog er mit dieser schon bald nach Asien. Dort geriet er für 3,5 Jahre in japanische Kriegsgefangenschaft. Für seine Tätigkeit im Krieg erhielt er 1946 die Auszeichnung Member of the Order of the British Empire (MBE).
Nach dem Zweiten Weltkrieg schrieb er sich an der London School of Economics and Political Science in Soziologie ein. Nach einem zunächst erfolglosen Studium wechselte er zu den Wirtschaftswissenschaften, wo er schließlich Bekanntheit erlangte und eine Professur annahm.
1967 kehrte er wieder nach Australien zurück und ging an die Australian National University. Phillips starb 1975 in Auckland.